# Patrick M.S. Blackett
Patrick Maynard Stuart Blackett,  från 1969 Baron Blackett of Chelsea (Lord Blackett), OM CH FRS, född 18 november 1897, död 13 juli 1974, var en brittisk experimentalfysiker, känd för sina arbeten kring kosmisk strålning och paleomagnetism. Han bidrog också under andra världskriget med råd om militär strategi och utvecklade operationsanalysen.

## Akademisk karriär

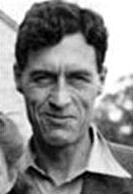
Patrick M.S. Blackett, omkring 1950.

Blackett blev professor vid University of London 1933, University of Manchester 1937 och verkade senare vid Imperial College of Science and Technology i London.  
Blackett fick Nobelpriset i fysik 1948 för sin utveckling av Wilsons dimkammaremetod och sina upptäckter med denna inom områdena kärnfysik och kosmisk strålning. Han tilldelades Copleymedaljen 1956.

## Publikationer
- Fear, War, and the Bomb: The Military and Political Consequences of Atomic Energy (1948)
- Atomic Weapons and East-West Relations (1956)

## Inflytande inom skönlitteraturen
Blacketts teori om planeters magnetism och gravitation togs upp av science fiction-författaren James Blish, som citerade Blackett-effekten som den teoretiska grunden bakom sin "spindizzy" antigravitonsframdrivning.
I hans nära vän C.P. Snows romanserie Strangers and Brothers, skymtar aspekter av Blacketts personlighet för den vänster-radikale fysikern Francis Getliffe.